# Till Burger
Till Burger (* 7. März 1913 in München; † 28. März 1971 ebenda) war ein deutscher Strafverteidiger.

## Leben
Till Burger studierte Jura an der Universität Oxford und war als Strafverteidiger in München tätig. 1956 erstattete Burger für zwei Münchner Bürger eine Strafanzeige gegen die Bundeswehr wegen Absingens eines Marschliedes in einem Wohngebiet. Burger war Vorsitzender des Gefangenenhilfsvereins Die Zuflucht.

### Schwabinger Krawalle
Am 22. Juni 1962 erschien Hans-Jochen Vogel auf der Leopoldstraße, Höhe Martiusstraße, wo Burger von ihm forderte: „Geben Sie die Gefangenen frei; Polizei von Schwabing weg und Schwabing der Jugend. Dann haben Sie in Kürze Ruhe.“ Nach den Schwabinger Krawallen beherbergte die Die Zuflucht die Münchner Interessengemeinschaft zur Wahrung der Bürgerrechte, bis diese die Rechtsfähigkeit erlangt hatte. Am 20. Juli 1962 zeigte Burger im Auftrag der Gesellschaft bürgerlichen Rechts Münchner Interessengemeinschaft zur Wahrung der Bürgerrechte sowie fünf weiterer durch den Polizeieinsatz geschädigter natürlicher Personen bei der Staatsanwaltschaft die Übergriffe der Polizei an. Im Schriftsatz führte er Klage und forderte die Entscheidungen der Polizeiführung auf ihre Rechtmäßigkeit zu untersuchen. Auf einer Pressekonferenz behauptete Burger „Mißhandlungen durch Polizeibeamte“, wenn solche Übergriffe in Deutschland geschehen könnten, sei Adolf Eichmann zu Unrecht verurteilt worden.
Der Personalratsvorsitzende der Münchner Polizei Johann Wiesenberger bezeichnete Burger als „falschen Propheten“, der mithalf, „die Demokratie zu Tode zu trampeln“. Der Vorstand der Interessengemeinschaft äußerte Bedenken dagegen, dass Burger die Interessengemeinschaft „nur als verlängerten Arm“ seiner Kanzlei betrachten würde. Die Unstimmigkeiten führten am 8. Mai 1964 zum Ausschluss und am 6. Juni 1964 zum Austritt von Burger.
Burger wurde am Nachmittag des 28. März 1971 tot in seiner Wohnung in Bogenhausen aufgefunden. Eine Obduktion wies ihn als Opfer von Kohlenstoffmonoxid und Tablettenvergiftung aus.

### Aktivitäten
- Für Elmar Pieroth entwickelte Burger einen Beteiligungs-Plan für die Arbeitnehmer am Unternehmensprofit. Als offenbar wurde, dass Pieroth ein Steuersparmodell erwartete, wurde der Entwurf nicht weiter verfolgt.[5]
- Peter-Ferdinand Koch behauptet in seinem Buch Der Fund: Die Skandale des STERN. Gerd Heidemann und die Hitler-Tagebücher, Burger hätte sich mit der Untermenschen-Ideologie der Nationalsozialisten beschäftigt und hätte Bücher und Fotos zu diesem Thema gesammelt, dass aber, als Christine Kaufmann bei ihm zu Besuch war, diese lieber etwas über Ludwig van Beethoven und Fjodor Michailowitsch Dostojewski erfahren hätte.[6]
- In seinem letzten großen Fall als Vermittler in der Entführung des siebenjährigen Michael Luhmers[7] geriet er ins Zwielicht. Bei der Lösegeldübergabe überzeugte er den Entführer, einen Teil des Geldes an den Verein Die Zuflucht zu übergeben.[1] Es gelang ihm, den Jungen gesund in Sicherheit zu bringen.[8]